# 蓋奇角
蓋奇角（英語：Cape Gage），是南極洲的海岬，位於葛拉漢地的詹姆斯羅斯島東端，處於阿德默勒爾蒂灣北面入口處的西部，由詹姆斯·克拉克·羅斯率領的英國探險隊發現，現時由南極條約體系管理。